# Scolosanthus nannophyllus
Scolosanthus nannophyllus är en måreväxtart som beskrevs av Attila L. Borhidi. Scolosanthus nannophyllus ingår i släktet Scolosanthus och familjen måreväxter. Inga underarter finns listade i Catalogue of Life.